# Saint-Méen
 Saint-Méen  (en bretón Sant-Neven) es una población y comuna francesa, situada en la región de Bretaña, departamento de Finisterre, en el distrito de Brest y cantón de Lesneven.

## Demografía
| 589 | 537 | 482 | 446 | 535 | 533 |
| Para los censos de 1962 a 1999 la población legal corresponde a la población sin duplicidades (Fuente: INSEE [Consultar]) |     |     |     |     |     |